# Peggy O’Neil
Peggy O’Neil (* nach eigenen Angaben 16. Juni 1898 in Gneeveguilla, County Kerry, Irland; † 7. Januar 1960 in London) war eine irisch-amerikanische Schauspielerin des Vaudeville.

## Kindheit
Ihre Familie wanderte um die Jahrhundertwende von Irland nach Kanada aus, siedelte aber kurz darauf nach Rochester im US-amerikanischen Bundesstaat New York um. Ob Peggy, welche damals noch ihren Geburtsnamen Margeret hatte, wirklich bereits in Irland geboren wurde, wie sie stets für sich reklamierte („I am Irish - impulse rather than reason guided me“) oder doch erst in Buffalo nahe Rochester, ist unklar. Peggy O’Neil wurde in einer Klosterschule der Loretoschwestern unterrichtet und wechselte später auf eine örtliche High School. Im Alter von neun Jahren starb der Vater Frederick bei einem Zugunglück und drei Jahre später folgte ihre Mutter Mary Buckley O’Neill. Peggy kam in die Obhut von ortsansässigen Verwandten.
Ein Onkel namens Charlie Zimmermann, ein Musikleiter, förderte ihr künstlerisches Talent und brachte sie in Theaterchören unter. Auch vermittelte er sie als Chorsängerin in dem Stück „The Sweetest Girl in Paris“, welches 1910 im Chicagoer „La Salle Theater“ aufgeführt wurde.

## Karriere
In mehreren Stücken auf amerikanischen Bühnen bewies sie bereits erfolgreich ihr schauspielerisches Talent, als 1919 ein Wendepunkt ihrer Karriere eintrat. Für ein Londoner Theaterstück wurde eine „besonders irische Darstellerin mit roten Haaren“ gesucht. Der Theatermacher Robert Courtneidge, welcher hierfür extra in die USA reiste, traf auf Peggy O’Neil. Daraufhin fuhr sie nach London um die Rolle der Paddy im Stück „Paddy the Next Best Thing“ von Gertrude Page (1872 – 1922) einzustudieren. Dabei verliebte sie sich in die Stadt und fasste den Entschluss dort den Rest ihres Lebens zu verbringen. Hierfür löste sie auch, nach zunächst langem Briefverkehr, ihre Verlobung mit dem US-amerikanischen Millionär Joe Moran, welche sie vor ihrer Abreise nach Europa einging. In den folgenden Jahren war sie ein gerne gesehener Gast auf englischsprachigen Bühnen.
Im Oktober 1920 wurde bekannt, dass auf sie ein Mordanschlag verübt wurde. Ein Präsent aus Schokolade enthielt die Gifte Arsen und Strychnin. Sie überlebte den Anschlag, jedoch starb ihr Hund, den sie davon naschen ließ. Ein Täter konnte nie ermittelt werden.
Im Herbst 1928 machte sie auf der im Londoner Olympia-Ausstellungsgelände stattfindenden National Radio Exhibition Bekanntschaft mit einer neuen Technik, dem mechanischen Fernseher des Erfinders John Logie Baird. Sie wurde gleich am Messestand gebeten, sich neben anderen Sängern mit einigen irischen Liedern aufnehmen zu lassen. Dies verhalf dem neuen Medium zu zusätzlicher Popularität.
Sie war auch die erste Person, welche je im Fernsehen interviewt wurde. Das Gespräch fand im April 1930 anlässlich der Ideal Home Exhibition in Southampton statt. Auf der Leinwand war sie in kleinen Nebenrollen seit 1913 schon präsent und erschien bis ins Jahr 1938 in 23 Filmen, darunter Kurzfilme. So in Auf Messers Schneide (1946), Let’s Dance (1950) und in Johanna von Orleans (1948) doubelte sie einmal die gerüstete Ingrid Bergman.
Sie versuchte sich auch als Malerin und präsentierte 1938 drei Ölgemälde der Öffentlichkeit (Wertheim Gallery, Burlington Gardens).
Die 1930er-Jahre belasteten O’Neil jedoch finanziell und gesundheitlich. 1935 musste sie ihren Bankrott erklären. Als Ursache nannte sie Unerfahrenheit und Leichtsinn.

## Letzte Jahre und Tod
Ab Mitte der 1940er-Jahre plagten sie zunehmend arthritische Schmerzen, die bald dazu führten, dass sie kaum noch ihr Haus verlassen konnte und auf einen Rollstuhl angewiesen war. Sie starb verarmt am 7. Januar 1960 im Middlesex Hospital an Herzversagen. Sie wurde auf dem Friedhof von St Pancras zur letzten Ruhe gebettet. Eine Wohltätigkeitsverein für Schauspieler („Actors Benevolent Fund“) zahlte die Beerdigung. Es existiert jedoch kein Grabstein. welcher auf das Grab hinweist.
Die Schauspielerin ist heute nahezu in Vergessenheit geraten.
Miss Peggy O’Neil blieb zeitlebens unverheiratet und hatte auch keine Kinder.

## Peggy O’Neil, das Lied
Im Jahr 1921 verfassten Harry Pease, Ed. G. Nelson und Gilbert Dodge den populären Walzer Peggy O’Neil („Peggy O'Neill is a girl who could steal any heart, anywhere ...“) und veröffentlichten ihn bei Leo Feist.
Das Lied wurde sehr beliebt, mehrmals gecovert und bis heute gespielt.

## Theater

### USA
- 1910: The Sweetest Girl in Paris (La Salle Theater, Chicago), als kindliche Chorsängerin
- 1914: Peg O’ My Heart (Sie wurde in einem Casting von 400 jungen Bewerberinnen ausgewählt)[8]
- 1916: The Flame (Lyric Theatre, Broadway)
- 1918: Patsy on the Wing (in Chicago)
- 1919: Tumble
- 1927: Ziegfeld Follies (in New Amsterdam Theatre)

### Europa
- 1920: Paddy The Next Best Thing (im Savoy Theatre, London), Hauptrolle
- 1922: Kippers and Kings  (im Theatre Royal (Dublin))
- 1924: The Little Minister (von J. M. Barrie)
- 1924: What Every Woman Knows (dito)
- 1925: Mercenary Mary (von William B. Friedlander) (im Hippodrome, London)
- 1928: The Flying Squad (von Edgar Wallace; im Lyceum Theatre (London))
- The Sea Urchin  (im Gaiety Theatre (Dublin))
- 1929: Paddy The Next Best Thing, Revival (im Garrick Theatre (London))
- 1930: The Bachelor Father (dito)
- 1930: When Dreams come True  (im Olympia Theatre, London)
- 1030: When Dreams come True (im Theatre Royal (Birmingham)), Laufzeit eine Woche[1] (Plakat, Seite 149)
- 1930: When Dreams come True (im Dubliner Gaiety Theatre)
- 1931: Sisters, a Drama of Laughter, Tears and Romance
- 1934: No Surrender (im Theatre Royal, Brighton)
- Ende 1930er: Meet my Wife
- 1943: They Gave Him a Gun (im Theatre Royal, Brighton), Kriegsdrama
- 1943: Tainted Gods (City Varieties Music Hall, Leeds)

## Film
Kleine Nebenrollen in:
- 1945: The Unexpected Husband (Komödie)
- 1946: Auf Messers Schneide
- 1948: Johanna von Orleans (als Double für Ingrid Bergman)
- 1950: Let's Dance